# أمريكيون كوريون
الأمريكيون الكوريون (بالإنجليزية:Korean American) (بالكورية:한국계 미국인) ، هم مواطنون أمريكيون ينحدون من أصل كوري، ويبلغ عددهم نحو مليون نسمة، ويتمركزون في نيويورك وواشنطن ولوس أنجلوس.

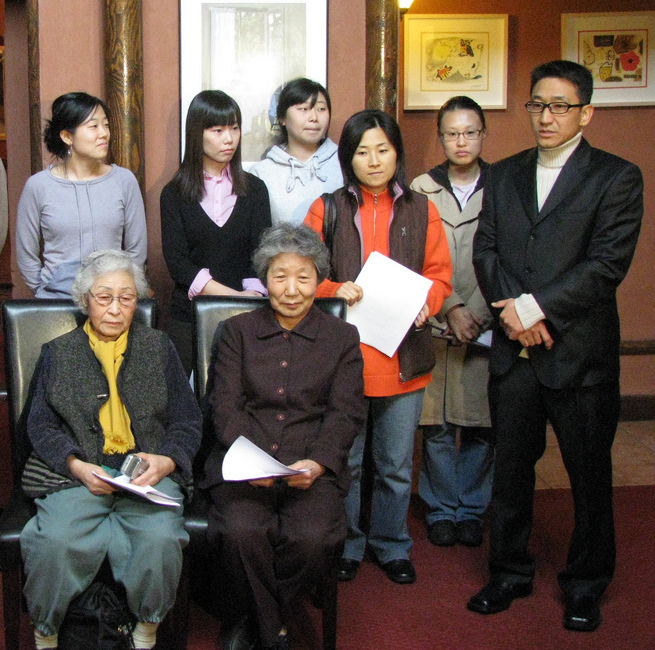
أمريكيون من أصل كوري.

## اللغات

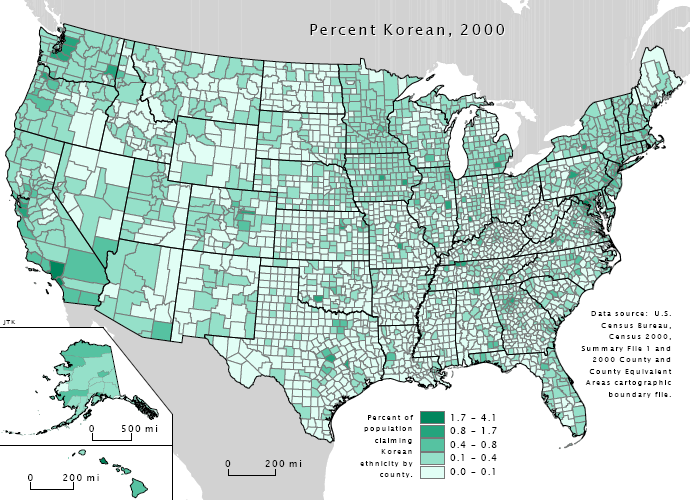
خارطة توضح عدد السكان الأمريكيين من أصل كوري في الولايات المتحدة عام 2000م.

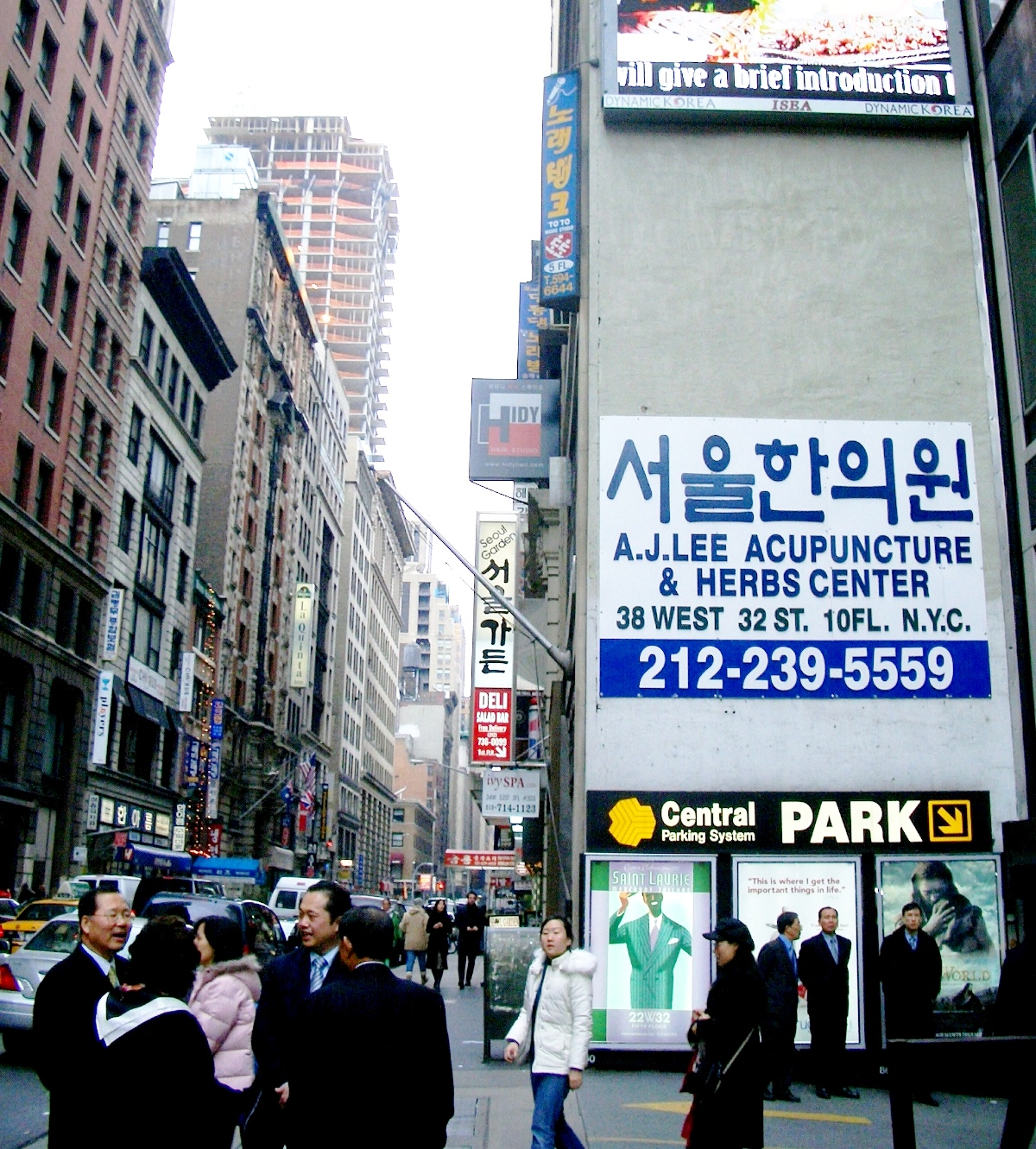
كوريا تاون في مدينة نيويورك الأمريكية.

الكوريون الأمريكيون يتحدثون مزيجا من اللغة الكورية والإنجليزية.